# Leverantörsskuld
Leverantörsskulder är en skuld till en leverantör. Den uppkommer vanligen då ett företag köper något av en leverantör mot faktura, i Sverige i enlighet med faktureringsreglerna i mervärdesskattelagen (1994:200). Innan fakturan är betald räknas detta som en leverantörsskuld.. Leverantörsskulden är en kortfristig skuld och bokförs som detta i ett företags balansräkning. Balansräkningen kräver att leverantörsskulden ska uppfylla alla rekvisit eller krav på verifikation. I Sverige regleras detta genom Bokföringslagen (1999:1978). Andra länder har liknande reglering i lagstiftningen. 
Den leverantör som sålt något till ett företag har på motsvarande sätt en kundfordran.